# Branford (Connecticut)
Pour les articles homonymes, voir Branford.
Branford est une ville située dans le comté de New Haven, dans l'État du Connecticut, aux États-Unis. Lors du recensement de 2010, Branford avait une population totale de 28 026 habitants.

## Géographie
Selon le Bureau du Recensement des États-Unis, la superficie de la ville est de 27,99 milles carrés (72,49 km2), dont 21,83 milles carrés (56,54 km2) de terres et 6,16 milles carrés (15,95 km2) de plans d'eau, soit 22 %.

### Quartiers
- Branford Center
- Branford Hills
- Indian Neck
- Pine Orchard
- Stony Creek
- Short Beach
- Hotchkiss Grove
- Autres quartiers mineurs : Branford Point, Brocketts Point, Brushy Plain, Cherry Hill, Clam Island, Double Beach, Goodsell Point, Granite Bay, Haycock Point, High Island, Jepson Island, Johnson's Point, Kidd's Island, Killam's Point, Lamphier's Cove, Little Pumpkin, Money Island, Pawson Park, Potato Island, Rockland Park, Sagamore Cove, Scotch Cap, Sumac Island, Summer Island, Sunset Beach, Thimble Islands, Todd's Hill, Vedder's Point, and Wheeler Island

## Histoire
Branford devient une municipalité en 1653. Appelée Totokett (« fleuve à marées ») par les amérindiens, la ville est renommée en référence à la ville de Brentford dans le Middlesex.

## Démographie
| 1820  | 1850  | 1860  | 1870  | 1880  | 1890  |
| ----- | ----- | ----- | ----- | ----- | ----- |
| 1 180 | 1 423 | 2 123 | 2 488 | 3 047 | 4 460 |

| 1900  | 1910  | 1920  | 1930  | 1940  | 1950   |
| ----- | ----- | ----- | ----- | ----- | ------ |
| 5 706 | 6 047 | 6 627 | 7 022 | 8 060 | 10 944 |

| 1960   | 1970   | 1980   | 1990   | 2000   | 2010   |
| ------ | ------ | ------ | ------ | ------ | ------ |
| 16 610 | 20 444 | 23 363 | 27 603 | 28 683 | 28 026 |

## Économie
Branford est le siège de la société 454 Life Sciences.

## Communautés religieuses
- Sœurs de Jésus crucifié

## Personnes décédées à Branford
- Rex Everhart
- Arthur Kennedy (acteur)
- Immanuel Wallerstein